# Tadeusz Kunc
Tadeusz Kunc (ur. 14 października 1931 w Zakopanem) – polski działacz partyjny i państwowy, funkcjonariusz służb bezpieczeństwa, były I sekretarz Komitetu Powiatowego PZPR w Mielcu, w latach 1973–1980 wicewojewoda rzeszowski.

## Życiorys
Syn Józefa i Marianny. Działał w Związku Młodzieży Wiejskiej (1946–1948) i Związku Młodzieży Polskiej (1948–1951). W 1951 wstąpił do Polskiej Zjednoczonej Partii Robotniczej. W latach 1951–1956 funkcjonariusz aparatu bezpieczeństwa. Uczył się w dwuletniej szkole oficerskiej Centrum Wyszkolenia Ministerstwa Bezpieczeństwa Publicznego w Legionowie. Pracował jako referent w MBP i następnie w KdsBP, później jako referent i oficer w Wojewódzkim i Powiatowym Urzędzie ds. Bezpieczeństwa Publicznego (odpowiednio w Rzeszowie i Mielcu). Służbę zakończył w stopniu sierżanta. Został m.in. I sekretarzem POP PZPR przy Powiatowym Urzędzie ds. Bezpieczeństwa Publicznego. W 1968 ukończył studia licencjackie w Wyższej Szkole Nauk Społecznych przy KC PZPR.
Później związał się z WSK „PZL-Mielec”, gdzie zajmował stanowisko II i I sekretarza Oddziałowej Organizacji Partyjnej. Od 1962 do 1964 pozostawał członkiem Powiatowej Komisji Kontroli Partyjnej w Komitecie Powiatowym PZPR w Mielcu, później był kolejno członkiem, sekretarzem ds. propagandy i od 1967 do 1973 I sekretarzem w KP PZPR w Mielcu. Od grudnia 1973 do czerwca 1980 pełnił funkcję wicewojewody rzeszowskiego (zarówno „dużego”, jak i „małego” województwa.) W latach 1975–1981 pozostawał członkiem egzekutywy Komitetu Wojewódzkiego PZPR w Rzeszowie.